# ニック・ローズ
ニック・ローズ（Nick Rhodes、本名：ニコラス・ジェームズ・ベイツ、1962年6月8日 - ）は、イングランドのミュージシャン、音楽プロデューサー。1978年から在籍し続けているデュラン・デュランのオリジナル・メンバー 。

## 生い立ち
ニック・ローズはバーミンガム生まれ。父が玩具店を経営しており裕福な家庭に育った。16歳でウッドラッシュ高校を中退し、スティーヴン・ダフィー、ジョン・テイラー、サイモン・コリーとともにデュラン・デュランを結成した。バンドの名前はニックが付けた。ニック・ローズのローズは芸名だがこれはジョンが電子ピアノメーカー「Rhodes」から名付けたという。
1979年頃、バンドはバーミンガムのナイトクラブ「The Rum Runner」で演奏するようになり、ニックはディスクジョッキーも兼務するようになった。

## デュラン・デュラン

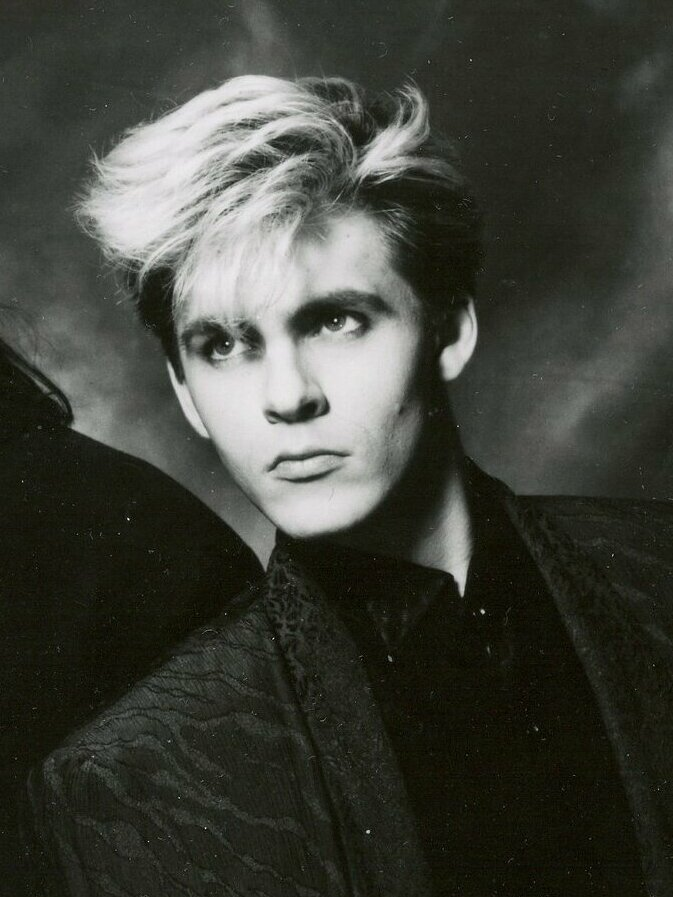
ニック・ローズ（1986年）

1980年、デュラン・デュランはEMIレコードからデビューした。彼は音楽教育を受けたことがほとんどなかったが、アナログシンセサイザーを使って熱心に実験を繰り返し「セイヴ・ア・プレーヤー」「007/美しき獲物たち」「カム・アンダーン」などのデュラン・デュランを象徴するようなメロディをつくり出した。当時まだ珍しかったミュージックビデオの制作にも積極的で派手な衣装や女性的な化粧は彼らの特徴となった。音楽スタジオでの楽曲の編集技術も習得し彼らのアルバムのプロデューサーも兼務するようになった。
1983年にはカジャグーグーのデビュー曲「君はTOO SHY」のプロデューサーを務めた。1985年にはサイモン・ル・ボンと共にアーケイディアというプロジェクトでも活動を行っている。1990年代には作詞も手掛けるようになり、デュラン・デュランのオリジナル・メンバーによる再結成の原動力となった。彼には「コントローラー」というニックネームがありバンドのリーダー格である。

## 私生活
彼は1982年のアメリカ・ツアー中のヨット・パーティーでジュリー・フリードマンと出会い、2年後に結婚した。彼女はアメリカの中堅デパートメントストア「Younkers」の令嬢であった。彼らには娘が一人いるが、1992年離婚した。その後、ニックはガールフレンドと付き合いがあったようだが現在まで独身である。
彼は芸術界に友人が多く、美術展にはよく現れる。彼自身も写真撮影が趣味で写真集を出したり個展を開いたりしている。彼はデビュー以来ずっとロンドンの都心に住んでいる。
菜食主義者であるが魚は時々食べる。イタリア料理やレバノン料理、インド料理が好物だと語っている。
2011年、彼はベッドフォードシャー大学から芸術の名誉博士号を授けられた。

## ディスコグラフィ

### アーケイディア
- 『情熱の赤い薔薇』 - So Red the Rose (1985年)

### デビルズ
- 『ダーク・サークルズ』 - Dark Circles (2002年)

### TVマニア
- Bored with Prozac and the Internet? (2013年) ※1996年録音

### セレクト・コンピレーション・アルバム
- Only After Dark (2006年) ※with ジョン・テイラー

### ニック・ローズ & ウェンディ・ベヴァン
- Astronomia I: The Fall of Saturn (2021年)
- Astronomia II: The Rise of Lyra (2021年)
- Astronomia III: Heaven and Hell in the Serpent's Tail (2021年)
- Astronomia IV: The Eclipses of Algol (2021年)